# Aluniș (Prahova)
Aluniș es una comuna ubicada en el distrito de Prahova, Rumania.

## Superficie
Posee una superficie de 26,78 kilómetros cuadrados.

## Demografía
Hasta 2021 la población era de 3351 habitantes, con una densidad de población de 125,1 habitantes por kilómetro cuadrado.